# Хохлатые муравьеловки
Хохлатые муравьеловки (лат. Frederickena) — род воробьинообразных птиц из семейства типичных муравьеловковых (Thamnophilidae).

## Общие сведения
Эти птицы относятся к числу крупных муравьеловок. Обитают они в Гвиане и дождевых лесах Амазонии в Южной Америке. Наблюдают их редко, распространение в целом характеризуется очень низкой плотностью.
Ранее таксон Frederickena fulva считали подвидом Frederickena unduliger, однако в 2009 году «повысили» до отдельного вида на основании исследования вокализации.

## Виды
В род Frederickena включают три вида птиц:
- Frederickena fulva
- Frederickena unduliger — пятнистая хохлатая муравьеловка
- Frederickena viridis — черногорлая хохлатая муравьеловка